# Ryszard Struck
Ryszard Struck (ur. 1962 w Jastarni) – polski prozaik, publicysta.

## Życiorys
Debiutował w 2000 roku książką "Bedeker jastarnicki". Autor publikacji związanych z Mierzeją Helską, a w szczególności z rodzinną Jastarnią. Radny Jastarni. Pełni funkcję prezesa Stowarzyszenia Przyjaciół Jastarni, które powstało z jego inicjatywy.

## Wybrane publikacje
- Bedeker jastarnicki
- Gmina Jastarnia[5]
- Jastarnia : od rybołówstwa do turystyki[6]
- Jastarnia : gdy staliśmy się miastem[7]
- Jastarnia – miejsca, ludzie, zdarzenia, Gdynia: Wydawnictwo „Region”, [2008].
- Jastarnia się śmieje...[8]
- Legendy rybackie, Gdynia: „Region”, 2001.
- Na progu zaświatów : opowieści z Jastarni i Kuźnicy[9]
- Półwysep Helski[10]
- Spacery historyczne po Jastarni[11]
- Wypędzeni[12]